# Place du Capitole (Toulouse)
Pour les articles homonymes, voir Place du Capitole et Capitole (homonymie).
La place du Capitole (en occitan : plaça del Capitòli) est une place de Toulouse, chef-lieu de la région Occitanie, dans le Midi de la France.
Fruit de l'urbanisme classique et de la volonté de doter la ville d'une vaste place, les premiers projets de « place royale » voient le jour à la fin du XVIIe siècle. Le dégagement progressif de la place ne commence cependant qu'au début du XVIIIe siècle. Il s'agit également pour les consuls de la ville, les capitouls, de magnifier leur pouvoir par la mise en valeur de leur « Maison commune », le Capitole, dont la façade monumentale, qui fait intervenir les meilleurs artistes toulousains de l'époque, est élevée au même moment. La place du Capitole devient alors le cœur de la cité : place de marché, place de fêtes, mais aussi place de la guillotine pendant la Révolution française. C'est dans la première moitié du XIXe siècle que la place prend enfin son aspect actuel : les côtés sud, nord et ouest sont successivement construits dans le style néo-classique entre 1809 et 1852 sur les plans de l'architecte de la ville, Jacques-Pascal Virebent. À cette époque, la place du Capitole est bordée de grands cafés, de restaurants et d'hôtels, tels le Bibent ou le Florida, qui étalent leurs terrasses.
Dans la deuxième moitié du XXe siècle, la place du Capitole connaît le développement de la voiture. Les vestiges de la porte romaine, redécouverts lors du creusement du parking souterrain, sont irrémédiablement détruits. L'arrivée du métro, en 1993, change la donne : la place, rénovée, est rendue aux piétons. La place, pavée de granit rose, est ornée en 1995 d'une grande croix de Toulouse par l'artiste Raymond Moretti. Il complète deux ans plus tard la série des tableaux qui décorent les arcades. La place du Capitole, dont le sol et les façades sont protégés comme site inscrit depuis 1943, est incluse en 1986 dans le site patrimonial remarquable de la ville.
Au début du XXIe siècle, si on voit disparaître certaines des enseignes les plus prestigieuses de la ville au profit de boutiques et de franchises internationales, la place du Capitole n'en reste pas moins le cœur de la ville, fréquentée par les Toulousains et par les touristes, s'animant les jours de marché, les jours d'élection, mais aussi les soirs de concert et les nuits de victoire du Stade toulousain.

## Situation et accès

### Description

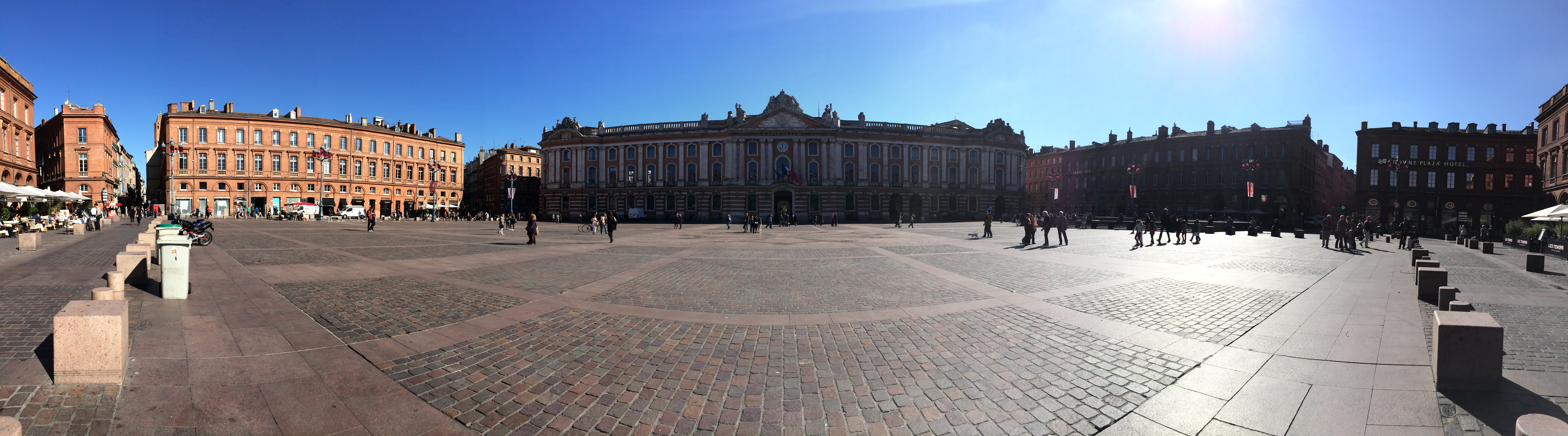
Vue panoramique de la place du Capitole.

La place du Capitole est une voie publique. Elle se situe au cœur du centre-ville de Toulouse, dans le quartier du Capitole.
Elle forme un rectangle régulier, de 126 mètres de long, du nord au sud, sur 92 mètres de large, d'est en ouest, pour une superficie d'environ 12 000 m2. Ce vaste ensemble à l'architecture ordonnancée est bordé à l'est par la façade monumentale du Capitole, dans lequel se trouve la mairie de la ville et le Théâtre du Capitole.
La circulation automobile sur la place du Capitole est règlementée. Elle a été progressivement rendue piétonne, à partir des travaux de réfection de la place, en 1993, qui avaient déjà réduit les voies de circulation. La place n'est plus accessible que par la rue du Poids-de-l'Huile, pour les véhicules qui souhaitent se rendre au parking souterrain Capitole, situé sous la place-même, ou par les rues Jean-Antoine-Romiguières et Charles-de-Rémusat, pour les riverains seulement. Le centre de la place est réservé aux piétons, à diverses manifestations et animations, ponctuelles ou régulières, et aux marchés quotidiens.
La place du Capitole est le point d'arrivée du sentier de grande randonnée 46 (GR 46), qui va de Tours à Toulouse. Elle est également le point de départ du sentier de grande randonnée 86 (GR 86), qui va de Toulouse à Bagnères-de-Luchon, et du sentier de grande randonnée 861 (GR 861), qui va de Toulouse à Saint-Bertrand-de-Comminges, et qui sont prolongés, au sud, par la rue Léon-Gambetta.

### Voies rencontrées
La place du Capitole rencontre les voies suivantes, dans l'ordre des numéros croissants :
1. Rue de la Pomme
2. Rue Saint-Rome
3. Rue Léon-Gambetta
4. Rue Jean-Antoine-Romiguières
5. Rue des Lois
6. Rue du Taur
7. Rue Charles-de-Rémusat
8. Rue Lafayette

### Transports
Autrefois au cœur du réseau des transports en commun toulousains, la place du Capitole n'est, depuis 1993 et le réaménagement de la place, consécutif à la construction du métro, plus desservie directement par le réseau Tisséo. La place reste toutefois accessible par la station Capitole de la ligne A du métro. Elle est également traversée, sur le côté nord et sur le côté ouest, par la navette du centre-ville, qui n'y marque pas l'arrêt directement, mais dans les rues voisines, rue Léon-Gambetta, rue Charles-de-Rémusat et rue du Taur.
Si elle n'abrite pas de station de vélos en libre-service VélôToulouse, la place du Capitole se trouve cependant à proximité immédiate des stations no 1 rue du Poids-de-l'Huile, no 2 rue Lafayette, no 3 rue de la Pomme et no 6 rue des Lois.

## Odonymie
La place du Capitole tient son nom de la proximité de la « Maison commune » des capitouls, connue depuis le XVIe siècle comme le Capitole, et qui abrite aujourd'hui la mairie de la ville. Au cœur de l'espace politique et de la vie publique toulousaine, la place a plusieurs fois changé de nom depuis son aménagement au XVIIIe siècle. Depuis les premiers projets, on lui avait donné le nom de place Royale en l'honneur du roi Louis XIV. En avril 1794, pendant la Révolution française, comme toutes les places et toutes les rues de la ville étaient renommées par la municipalité révolutionnaire, la place reçut le nom de place de la Liberté. En 1800, elle devint place d'Armes, puis place Commune en 1804 et place de la Mairie en 1805. Mais en 1812, elle fut renommée place Impériale, en l'honneur de l'empereur Napoléon Ier, avant que la chute de l'Empire et la restauration de la monarchie, en 1815, ne lui rende son nom de place Royale. Finalement, c'est par une décision de la municipalité de François Sans que la place prit son nom actuel en 1844,.
Le 18 juin 2021, la voie de circulation qui, dans l'axe de la rue du Taur, traverse le côté ouest de la place jusqu'à la rue Léon-Gambetta a reçu le nom de rue Dominique-Baudis. Fils de Pierre Baudis (1916-1997), maire de Toulouse, Dominique Baudis (1947-2014) suit d'abord une carrière de journaliste avant de s'engager en politique. En 1983, il prend la succession de son père à la mairie, qu'il conserve jusu'en 2001. À cette date, il abandonne ses fonctions politiques pour être président du Conseil supérieur de l'audiovisuel (CSA). En 2011, est nommé à la fonction de défenseur des droits qui vient d'être créée. À Toulouse, son buste a été placé dans la cour Henri-IV, au cœur du Capitole. C'est finalement le 3 septembre 2022 qu'une cérémonie officielle se tient en présence de sa famille et du maire, Jean-Luc Moudenc.

## Histoire

### Antiquité
Lors de la pose de canalisation d’égouts en 1910, puis de la construction du parking souterrain en 1971, les fouilles ont révélé les vestiges de l'enceinte romaine et les fondations de la « Porterie » d'époque romaine, la porte en pierre taillée qui marquait l'entrée de la cité et qui a subsisté jusqu'au milieu du Moyen Âge.

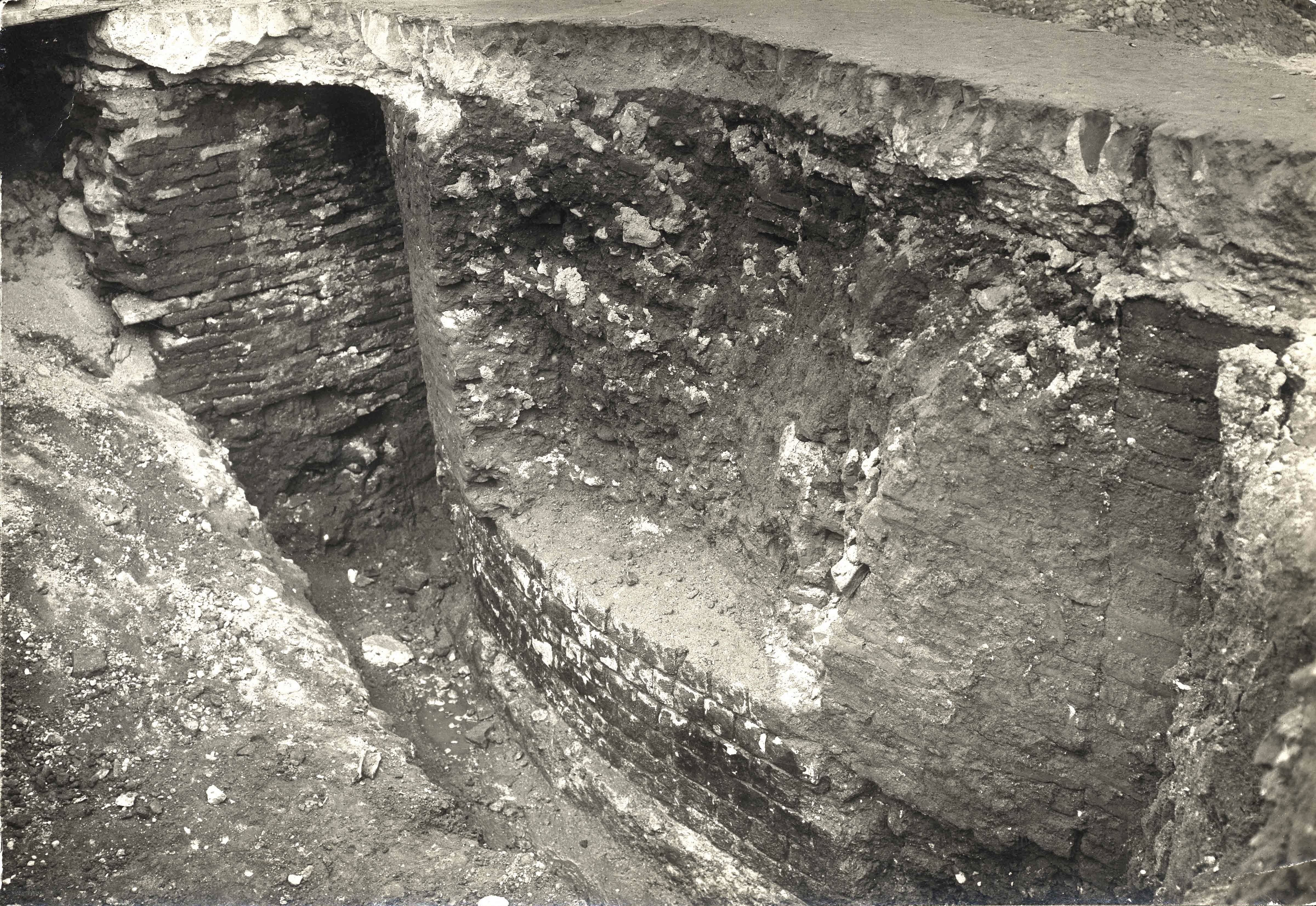
Vestiges de l'enceinte romaine, lors de la pose de canalisation d'égouts (1910).
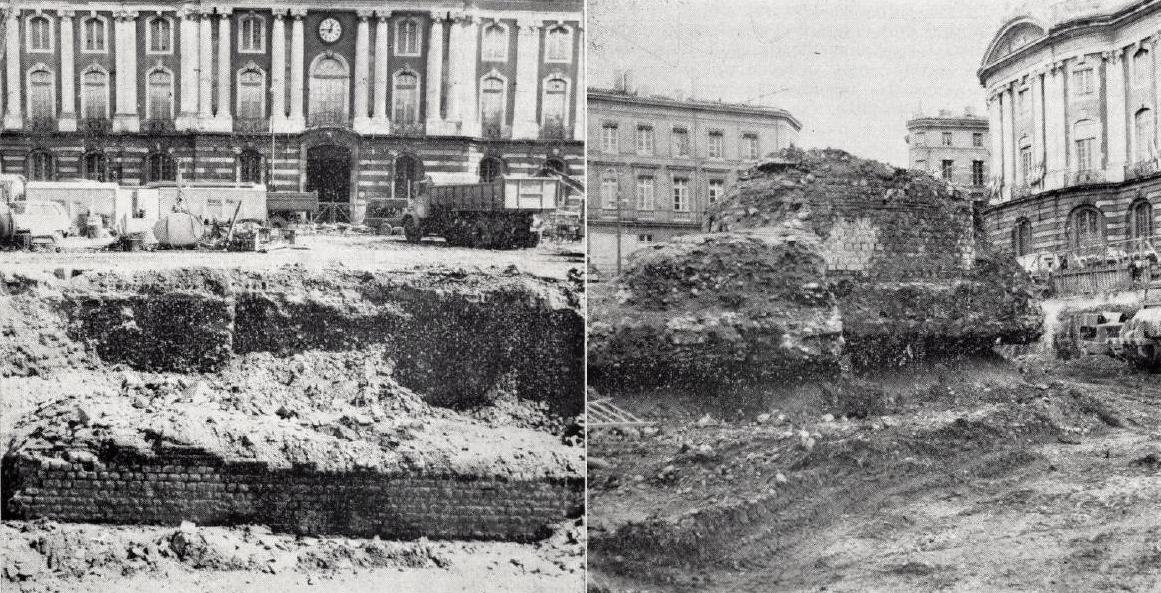
Vestiges du rempart et d'une Porte romaine, lors de la construction du parking souterrain (1971).

### Moyen Âge
Au Moyen Âge, l'espace de la place actuelle n'existe pas. Jusqu'au XIe siècle, il est encore traversé, d'est en ouest, par l'ancien rempart gallo-romain qui ferme la cité au nord, seulement ouvert par la Porterie, la porte nord de la ville. Du côté de la ville aboutit la Grand-rue, la principale rue commerçante de la ville, qui traverse la ville depuis la porte Narbonnaise. Le quartier de la Porterie est un carrefour important, auquel aboutissent les voies parallèles à la Grand-rue, la rue des Argentiers à l'ouest (actuels rue Léon-Gambetta et côté sud-ouest de la place du Capitole) et la rue des Fréniers à l'est (actuels rue de la Pomme et côté sud-est de la place du Capitole). La dernière partie de la Grand-rue, dans le prolongement de la rue Cervinières (actuelle rue Saint-Rome), prend le nom de rue de la Porterie. Deux impasses s'ouvrent perpendiculairement sur les côtés : la ruelle Marcelot à l'est et la ruelle Saint-Quintin à l'ouest. Cette dernière donne accès à la petite église Saint-Quentin, connue depuis le Xe siècle au moins,.
Du côté de la campagne s'étendent plusieurs chemins, dont celui qui mène à l'enclos – le claustrum – de l'abbaye Saint-Sernin, qui s'est développée autour du tombeau et des reliques du martyr Saturnin (actuelle rue du Taur). Progressivement, le développement d'un bourg autour de Saint-Sernin au XIIe siècle transforme le quartier de la Porterie. La construction d'un rempart – d'abord une simple levée de terre complétée de fossés, puis une véritable muraille – rend inutile l'entretien de la partie nord du vieux rempart gallo-romain. À partir du XIIIe siècle, la Porterie et le « mur sarrasin », comme on le désigne, sont démolis ou absorbés par les maisons qui sont construites contre le mur. À l'est de la rue du Taur s'étend la rue des Aguilhères (actuel côté nord-est de la place du Capitole), prolongée par la rue Villeneuve (actuelle rue Lafayette) qui aboutit à la porte du même nom (emplacement des actuels no 35 et 22 rue Lafayette). À l'ouest, la rue de l'Orme-Sec (actuelle rue Jean-Antoine-Romiguières) mène, par la rue Pargaminières, au port Bidou (actuel port Saint-Pierre) et au Bazacle.
En 1152, le comte de Toulouse, Raimond V, établit un « chapitre », constitué de quatre juges, deux avocats et six capitulaires, représentant les quartiers de la ville, pour administrer les affaires de la cité. Ils n'ont pas de lieu de réunion fixe et s'assemblent d'abord en plusieurs lieux, dans l'église Saint-Pierre-des-Cuisines souvent, mais à la chapelle Saint-Quentin aussi. En 1189, les consuls de la ville obtiennent de Raimond V des pouvoirs importants en matière de justice, de police, de réglementation et de prélèvement des impôts. L'année suivante, ils achètent une bâtisse pour y établir la Maison commune. Celle-ci, appuyée contre le « mur sarrasin », à la limite de la cité et du bourg, matérialise l'union des deux parties de la ville. Entre 1194 et 1202, les consuls acquièrent de nouvelles maisons, des terrains et une tour du rempart.
Le quartier attire les marchands et les voyageurs. On trouve ainsi, au XVe siècle, le logis des Balances, dans la rue des Argentiers (emplacement de l'actuel no 9 place du Capitole).
Le quartier de la Porterie se trouve également au cœur du « quartier latin » toulousain, à proximité directe du couvent des dominicains et du couvent des franciscains où s'établit, à partir du XIIIe siècle, l'université. Au cours des siècles suivants, plusieurs collèges d'étudiants boursiers sont fondés dans la ville, généralement par des personnages éminents de la cour papale avignonnaise qui avaient fait leurs études à Toulouse. Le collège Saint-Martial est fondé en 1359 par le pape Innocent VI (emplacement des actuels no 1 et 3). Le collège Saint-Mathurin, fondé au XVe siècle pour des religieux trinitaires, se trouve plus au nord, à l'angle de la rue des Aguilhères (emplacement de l'actuel no 23). Dans les rues voisines sont établis à la fin du XIVe siècle le collège de Pampelune, fondé par le cardinal Pierre de Monteruc (emplacement des actuels no 58-60 rue Léon-Gambetta), et le collège des Pauvrets (emplacement des actuels no 4-6 rue du Poids-de-l'Huile).

### Période moderne
Le quartier de la Maison commune est touché par les incendies. En 1463, le Grand incendie de la ville ravage en partie les constructions. L'église Saint-Quentin est peut-être ruinée à ce moment-là – elle n'est voûtée qu'en 1519. Dans le même temps, elle devient le siège de la confrérie des libraires, particulièrement nombreux dans la rue Servinières (deuxième partie de l'actuelle rue Saint-Rome).
C'est à une contestation juridique et à des confusions d'étymologies que la Maison commune prend son nom de « Capitole », dans la première moitié du XVIe siècle. En 1525, le pouvoir royal conteste aux consuls de la ville le droit de nommer les notaires. Les consuls ou « capitouls » (capitols en occitan) ou « seigneurs du Chapitre » (senhors del Capítol en occitan), font valoir que, depuis Théodose, les empereurs romains ont donné ce droit aux sénats des cités de l'empire : il fallait donc prouver que l'institution du consulat toulousain perpétuait une magistrature d'origine romaine. Ce fut chose faite à partir de 1526, par la confusion des termes « chapitre » (capitulus en latin, capítol en occitan) et « Capitole » (Capitolus en latin, Capitòli en occitan).
À la même époque, les capitouls engagent d'importants travaux pour agrandir leur Capitole. Entre 1525 et 1530, les maîtres maçons Pierre de Naves, puis Laurent Clary, élèvent la tour des Archives (actuel Donjon du Capitole, rue Ernest-Roschach). En 1532, le maître maçon est chargé de la construction d'une tour à vis, tandis qu'on établit le Poids de l'huile. Les travaux se poursuivent avec la construction de la tour de la Poudre et de la prison des Carces en 1538. L'année suivante est élevé le logis de l'Agasse ou de l'Écu, par le maître maçon Jean Alary, tandis que Pierre de Naves élève la chambre de l'Artillerie. En 1542, les capitouls décident de fortifier le Capitole en faisant édifier une nouvelle façade possédant notamment des tourelles d'angles de défense par Jean Alary. En 1545, les travaux sont terminés par la construction de la chapelle par Pierre de Naves.
Mais en 1562, la ville est agitée par de graves troubles qui marquent le début de la première guerre de Religion, qui oppose catholiques et protestants. Le quartier de la Maison commune est le théâtre de ces violents affrontements. Le 11 mai, après plusieurs jours d'agitation, le parlement décide de placer 400 hommes d'armes au Capitole. Les chefs protestants se réunissent chez le viguier de la ville, Portal, et décident de prendre les devants. Dans la nuit, un millier de protestants, menés par le capitoul Pierre Ducèdre et le capitaine Saux, s'introduisent dans le Capitole, en passant par des maisons de la rue Saint-Martial (actuelle rue de la Pomme). Ils occupent ensuite les collèges de Pampelune et Saint-Martial, s'assurent de la porte Villeneuve, par la rue du Taur arrivent jusqu'au collège de Périgord, et élèvent des barricades dans les rues qui mènent au Capitole. Entre le 12 et le 14 mai, des combats de rue ont lieu autour de la place Rouaix, de la place des Puits-Clos et de la place Saint-Georges. Le 14, les protestants pillent plusieurs églises, dont l'église Saint-Quentin. Deux canons, installés au Capitole, tirent sur les clochers des couvents des augustins, des franciscains, des dominicains et de Saint-Sernin. Le lendemain, les combats se poursuivent dans la rue Saint-Martial, mais la situation des protestants devient plus précaire : n'arrivant plus à progresser dans la ville, ils perdent de plus le soutien des protestants de la région, dispersés par Blaise de Monluc et Roger de Saint-Lary. Le 17 mai, jour de la Pentecôte, les protestants célèbrent la Cène au Capitole, évacuent les positions qu'ils occupent et quittent la ville par la porte Villeneuve. Ils sont massacrés durant leur retraite, tandis que la vengeance s'exerce sur les protestants restés en ville, particulièrement les imprimeries proches du Capitole – parmi les victimes, l'imprimeur Guyon Boudeville est pendu le 20 mai, place du Salin ; le capitoul Adhémar Mandinelli est décapité, sa tête plantée sur la porte du Capitole. Après les combats, les capitouls décident de percer une nouvelle rue le long des bâtiments à l'ouest du Capitole, afin d'isoler et de fortifier l'édifice communal, la rue Neuve-de-l'Hôtel-de-Ville.
Entre 1601 et 1607, une nouvelle campagne de travaux d'embellissement du Capitole démarre avec la création de la cour Henri IV et de ses galeries par l'architecte Pierre Souffron.
Les capitouls décident en 1676 de la création d'une place royale. Afin de contourner le parlement de Toulouse qui s'oppose au projet, ils incluent dans le plan de la place une statue de Louis XIV, qui donne lui son accord. En 1685, le sculpteur Marc Arcis présente plusieurs modèles de statues du roi à cheval, mais rien n'est décidé et le projet est reporté,.
Des difficultés administratives retardent pourtant le projet, dont le plan de la place n'est dressé qu'en 1730 par Antoine Rivalz, architecte de la ville – quinze ans après la mort de Louis XIV, ce qui explique sans doute que la statue n'a jamais vu le jour. À la suite de la construction de la nouvelle façade du Capitole en 1739, le projet est revu par Pierre Rivalz, mais les travaux sont encore retardés à cause de l'opposition du parlement. En 1744, afin de montrer leur attachement au roi, un grand feu d'artifice est tiré pour fêter la fin de la convalescence de Louis XV, après qu'une « fièvre maligne » contractée à Metz a failli l'emporter. Finalement, les travaux reprennent en 1747. En 1751, 3 000 personnes travaillent au déblaiement de la place devant le Capitole. En mars 1775, peu après l'avènement de Louis XVI, une grande fête populaire est donnée sur la place à l'occasion du retour du parlement. À cette occasion la façade du Capitole et les maisons qui bordent la place sont illuminées, tandis qu'un monument est élevé au centre de la place.

### Époque contemporaine

#### Révolution française et Premier Empire
Pendant la Révolution française, les travaux de déblaiement continuent et l'église Saint-Quintin, fermée au culte en 1791, est détruite. Ils sont cependant interrompus en 1792, lorsque l'entrée en guerre de la France contre la Première Coalition met en péril la sécurité de la ville. La place devient alors le lieu de rassemblement de grandes fêtes patriotiques, alors que Toulouse devient une place forte face au danger de l'invasion espagnole.
Entre janvier et avril 1794, en pleine Terreur, c'est sur la place qu'est installée la guillotine. Parmi les premières victimes figure Jean-Baptiste Dubarry, amant puis beau-frère de la comtesse du Barry, intrigante et favorite du roi Louis XV, qui est exécuté le 17 janvier. Au mois d'avril, alors qu'on enlève la guillotine, la place reçoit le nom de place de la Liberté... La même année, Bernard Ancely, orfèvre et horloger, reçoit la charge de l'entretien d'une horloge décimale – le jour et la nuit étaient chacun divisés en dix parties, elles-mêmes divisées en dix autres –, placée sur la façade du Capitole.
En 1799, c'est la menace d'une insurrection royaliste dans le Midi qui met les autorités en alerte. Dans la nuit du 5 au 6 août, des insurgés se soulèvent à Saint-Lys, Muret, Montgiscard, Lanta et Caraman. Les 8 et 9 août 1799, on se prépare aux combats, et cinq canons sont disposés sur la place, alors qu'on se bat au sud de la ville, à Pech-David. Dans la nuit du 9 au 10 août, les royalistes s'emparent de Blagnac, tandis qu'à Toulouse, 1 500 volontaires se pressent sur la place, face au Capitole – on en compte 4 000 le 15 août. Les royalistes sont repoussés des environs de Toulouse et finalement écrasés à la bataille de Montréjeau les 19 et 20 août.
En 1800, le consul de la République, Napoléon Bonaparte, ordonne que soient élevées dans tous les départements des colonnes départementales, colonnes commémoratives en l'honneur des soldats morts pour la patrie. À Toulouse, il est prévu de construire le monument à la mémoire du général Dominique Martin Dupuy et de la 32e demi-brigade. On doit utiliser une colonne de granit qui a été rapportée de Grèce. Pour la réalisation du projet, on fait appel à l'architecte Jacques-Guillaume Legrand et au sculpteur Philippe-Laurent Roland. Le 14 juillet de cette année, une cérémonie est organisée pour la pose de la première pierre, mais à un autre endroit, l'Esplanade (actuel Grand-Rond). En 1808, rien n'est encore fait, et le projet n'est finalement réalisé qu'en 1834, pour orner la place Dauphine (actuelle place Dupuy),.

#### DuXIXesiècleau début duXXesiècle
La place n'est achevée qu'au milieu du XIXe siècle. Les travaux sont d'abord conduits par Jacques-Pascal Virebent pour uniformiser les bâtiments entourant la place. Il réalise la partie sud donnant sur la rue Saint-Rome en 1809 qui est ensuite accessible quelques mois plus tard (1812), il s'agit du secteur « Saint Martial ». Puis les travaux de la partie nord donnant sur la rue du Taur commencent à partir de 1823 (les travaux sont terminés après sa mort, en 1835). En 1827, des fontaines en marbre surmontées de candélabres de fonte, dessinées par l'architecte Jean-Antoine Raynaud et réalisées par la fonderie Olin, sont édifiées aux quatre coins de la place. Dès cette époque, la côté sud de la place se borde de restaurants et d'hôtels, comme l'hôtel et le café Bibent ouvert en 1843 (actuel no 5) et l'hôtel du Midi en 1845 (actuel no 1). De l'autre côté de la place, au nord, s'ouvre l'hôtel Souville (actuel no 20-21).
La partie ouest, réalisée de 1850 à 1852, est conçue par l'architecte Jean Bonnal après un changement dans le plan d'alignement de Virebent : la façade est allongée pour s'aligner sur le Capitole et pourvue d'arcades inspirées par la rue de Rivoli à Paris. Elle prend le nom de place du Capitole en 1844. L'agrandissement de la place nécessite cependant le déplacement des fontaines-candélabres, qui sont installées sur la place des Carmes en 1851. L'éclairage est fourni par de nouveaux réverbères à trois branches installés en 1855. Ils fonctionnent au gaz et sont alimentés par les deux gazomètres de l'usine Cibiel (actuel no 70 boulevard de la Marquette). Une fontaine à jet d'eau est installée en janvier 1874, mais elle est démontée seulement quelques mois plus tard, en mai, à cause de fuites. Le bassin en est remonté en 1883 au Jardin des plantes.
À partir du milieu du XIXe siècle, la place du Capitole devient véritablement le cœur de la ville. Elle connaît l'animation des fiacres ou « citadines », voitures à quatre places, dont le service est réorganisé en 1838 et des diligences des messageries Lafitte-Caillard, qui prennent chaque jour la route du Tarn. Jusqu'en 1900, l'activité des diligences se poursuit sur la place du Capitole, malgré la concurrence du chemin de fer, à la suite de l'ouverture de la gare Matabiau en 1856. À partir de 1885, les premiers tramways hippomobiles arrivent sur la place. Une ligne relie la place du Capitole au quartier de la Côte-Pavée en passant par la Halle au Blé. À partir de 1907, des rails sont posés dans les rues afin de permettre le passage de tramways hippomobiles. L'électrification progressive du réseau, à partir de 1910, permet de faire passer des tramways électriques.
On donne de grandes fêtes, comme lors des célébrations de la canonisation de Germaine de Pibrac, du 28 au 30 juillet 1865. En 1895, un ballon est lancé depuis la place pour une fête organisée au bénéfice du corps expéditionnaire envoyé à Madagascar. En 1880, la salle du théâtre du Capitole est reconstruite par Delafoy.

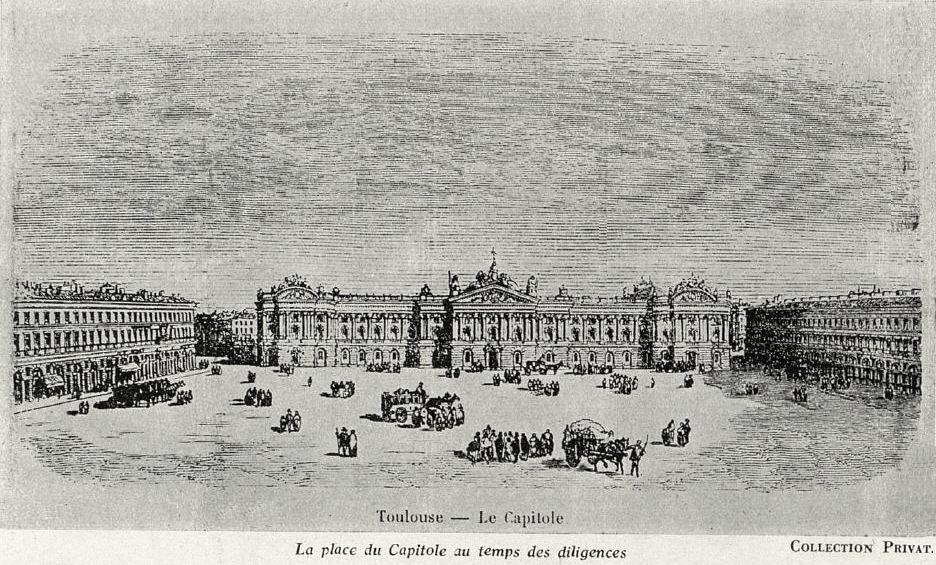
La place du Capitole, au temps des diligences (début XIXe siècle).
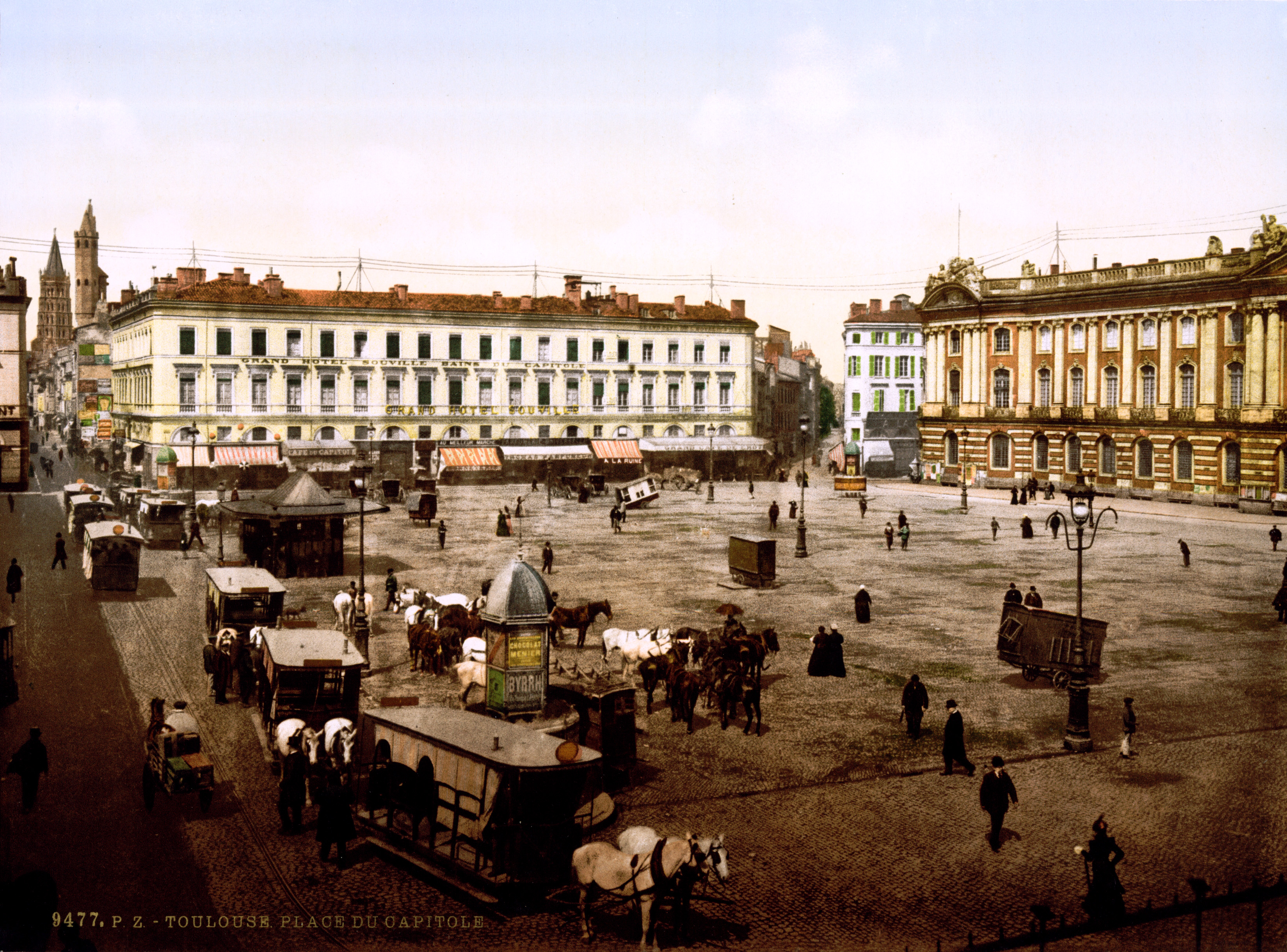
La place du Capitole dans les années 1890. Le sol est pavé et les bâtiments sont enduits de blanc (Librairie du Congrès).
La place du Capitole, le 19 juillet 1899.

Le marché s'y tient tous les jours, sauf le dimanche. Les vendeuses ambulantes – ou « baladeuses » – y sont interdites, mais affluent dans les rues qui aboutissent sur la place. Au milieu de celle-ci se fait un trafic de marchandises, transportées par des manutentionnaires et des charrettes tirées par des ânes, qu'on garde dans les rues voisines, dans la rue de Mirepoix ou dans la cour de l'hôtel Dumay.
Au tournant du XXe siècle, la place est bordée de nombreux hôtels, cafés et restaurants, parmi lesquels on trouve l'hôtel et le café Bibent ouvert en 1843 (actuel no 5), l'Hôtel des Empereurs en 1860, devenu Hôtel des États-Unis, puis Grand hôtel des Arcades vers 1900 (actuel no 9), le Café des Princes en 1865 (actuel no 15), le Café Divan (actuel no 3), le Café Durand en 1874 (actuel no 5), le Café des Deux Mondes vers 1895 (actuel no 20), le Grand Café Albert (actuel no 15) et le Café des Arcades vers 1900 (actuel no 14) ou encore en 1905 le Grand Hôtel de l'Opéra (actuel no 1-2), le Grand Café du Théâtre (actuel no 1), le Café de la Paix (actuel no 7), le restaurant Villa (actuels no 20-22) et le Café de l'Hôtel de Ville, lieu de réunion des radicaux (actuel no 23). Plusieurs entreprises toulousaines réputées s'y installent également, telle la brûlerie de cafés Biec, fondée vers 1900 par Auguste Biedermann (actuel no 21). On y trouve également l'une des plus anciennes pharmacies de la ville, fondée en 1872 (actuel no 18), un cinéma, le Capitole, dans les années 1920...

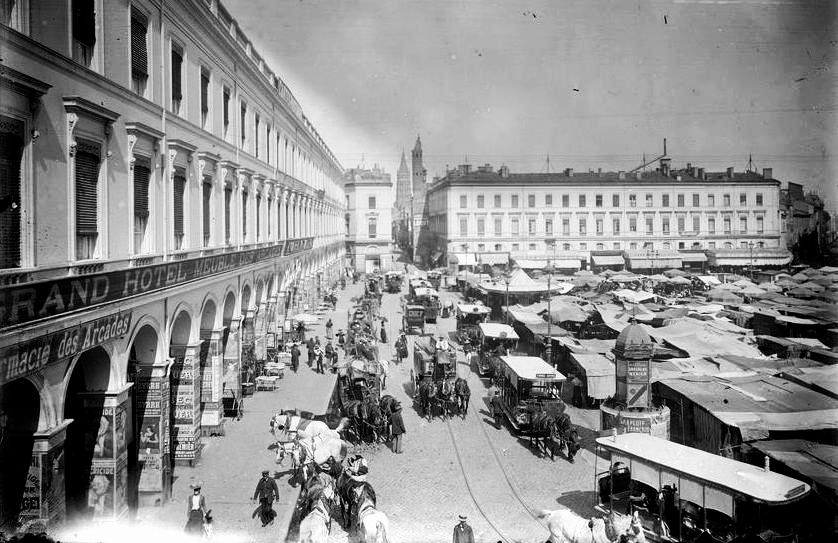
Jour de marché place du Capitole, par Eugène Trutat (vers 1890-1900, archives municipales).
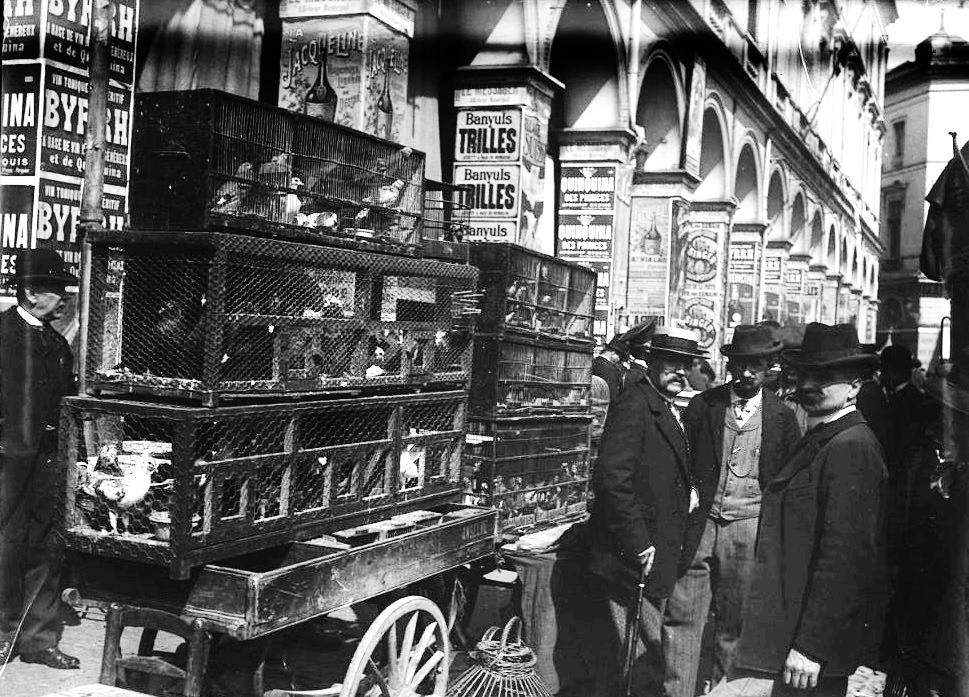
Les marchands d'oiseaux devant les Arcades, par Eugène Trutat (22 avril 1900, muséum de Toulouse).
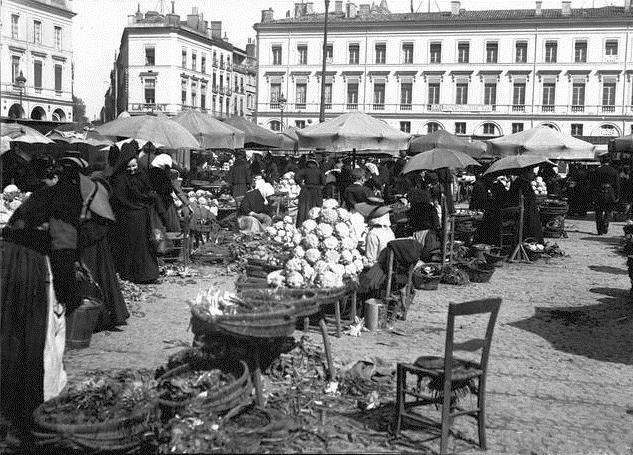
Les étals des marchandes, par Eugène Trutat (20 avril 1900, archives municipales).

#### Première Guerre mondiale
C'est à la terrasse du café Bibent que des  patriotes yougoslaves, dont Vladimir Gaćinović et Mehmed Mehmedbašić, proches des milieux nationalistes de Jeune Bosnie et de la société secrète de la Main noire, auraient conçu, en janvier 1914, les plans d'un attentat contre le gouverneur de la Bosnie austro-hongroise, le général Oskar Potiorek, qui déboucha finalement sur l'assassinat de l'archiduc d'Autriche, François-Ferdinand, à Sarajevo.
Pendant la Première Guerre mondiale, la vie de la cité suit le cours de la guerre. En 1919, le retour du 17e corps d'armée à Toulouse est l'occasion, pour la municipalité de Jean Rieux, d'organiser une cérémonie en l'honneur des soldats de la Première Guerre mondiale, du 8 au 10 août. Un cénotaphe éphémère, prenant la forme d'un obélisque surmonté d'un pot à feu, est installé au centre de la place, sur les plans des architectes Paul Pujol et Jules Milloz. Le sculpteur Camille Raynaud réalise la sculpture centrale, la France pleurant le sacrifice de ses enfants, Fernand Olié et Fourès les bas-reliefs qui représentent des scènes de bataille, les peintres André-Pierre Lupiac, Boudet et Anglay dessinent les ornements. Ces trois journées de recueillement rassemblent des personnalités politiques – le maire et son conseil municipal, le député Jean Cruppi, le préfet Marie Joseph Giraud–, militaires – le général en chef Germain Passaga, le général Vincent – et religieuses – l'archevêque Jean-Augustin Germain, le pasteur et le rabbin –, ainsi qu'une foule importante de Toulousains. Elles sont rythmées par des discours, des défilés militaires, une veillée funèbre et une retraite aux flambeaux.

#### Entre-deux-guerres
Pendant ce temps, on refait aussi le théâtre du Capitole. En effet, le 12 août 1917, la salle a été ravagée par un incendie. Elle est reconstruite par l'architecte Paul Pujol et la nouvelle salle est inaugurée le 5 novembre 1923.
En 1926, la municipalité décide de réglementer la circulation autour de la place du Capitole afin de limiter les problèmes de circulation dans les rues voisines, et crée les premiers sens uniques de la ville : la mesure s'applique alors à tous les véhicules, jusqu'aux cycles et aux voitures à bras. C'est la même année qu'est d'ailleurs ouverte la première ligne d'autobus de la ville. Elle permet de relier la place du Capitole et le haut du quartier Guilheméry, au cimetière de Salonique, en passant par la rue de Constantine (actuelle rue Gabriel-Péri) et l'avenue de la Gloire. Peu à peu, les nouvelles lignes permettent de relier la place du Capitole et les quartiers de banlieue où il n'y a pas encore de tramway : la Cité ouvrière et les Sept-Deniers ont leur propre ligne dès 1929.

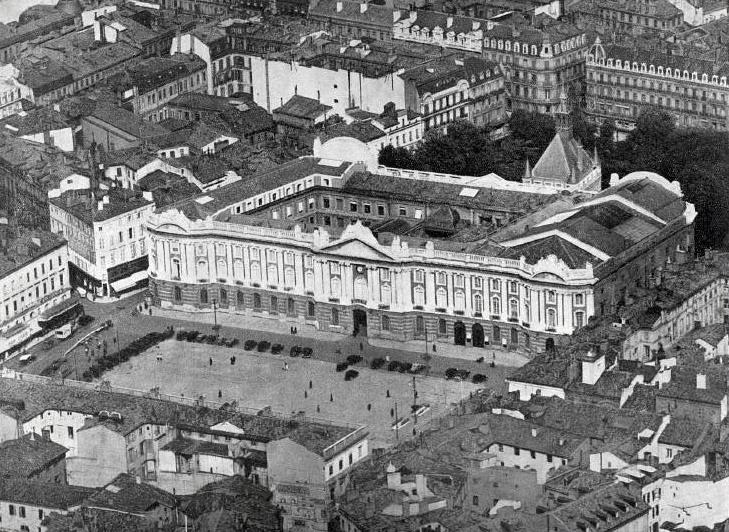
Vue aérienne de la place en janvier 1935 (Bulletin municipal de la ville de Toulouse, bibliothèque municipale).
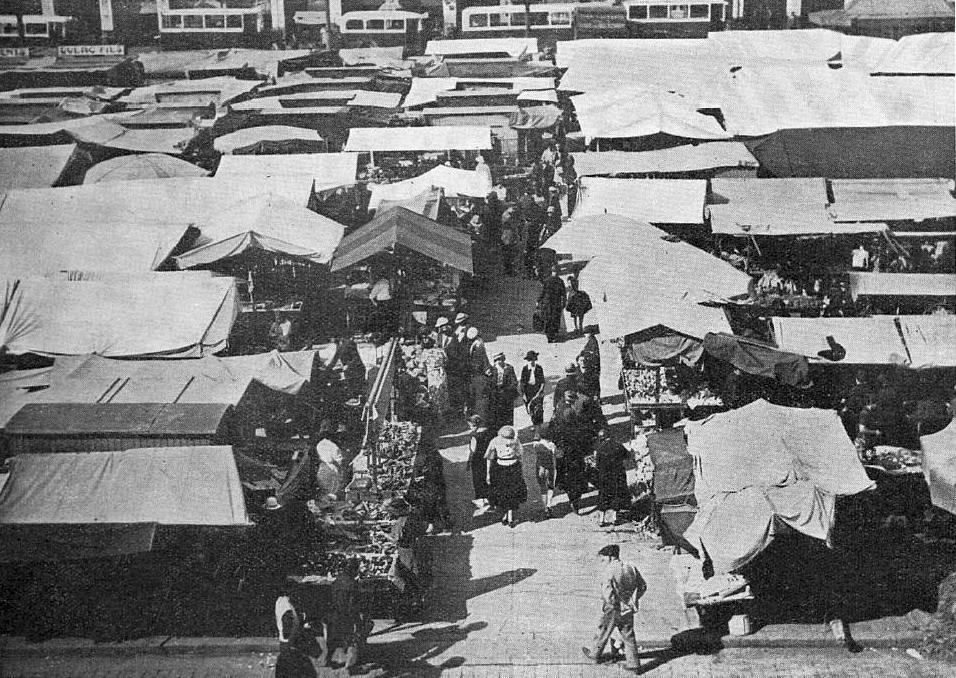
Le marché de plein vent sur la place, en septembre 1934.
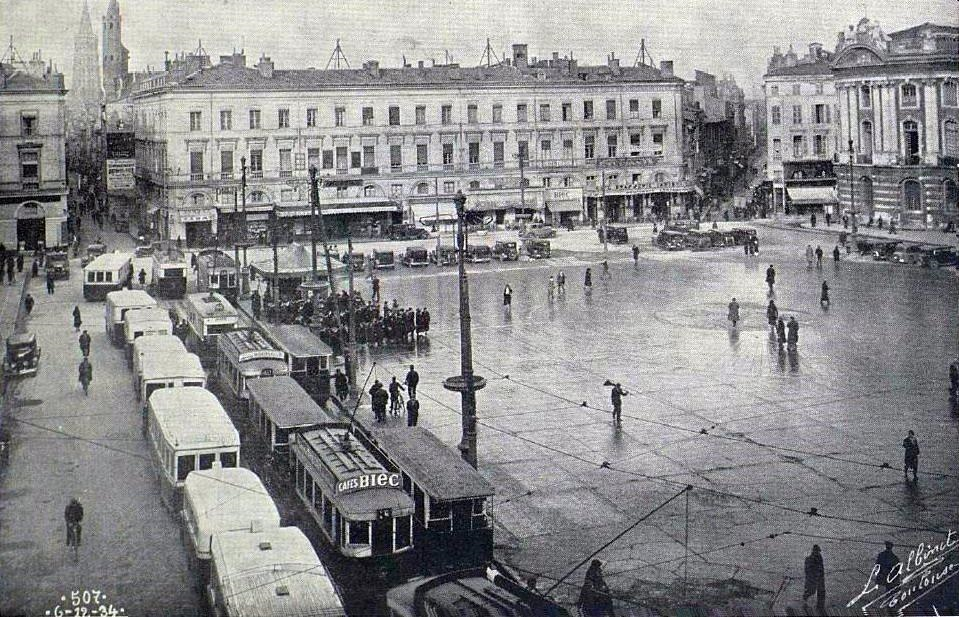
La place du Capitole en octobre 1934.

#### Seconde Guerre mondiale
Pendant la Seconde Guerre mondiale, la place du Capitole voit se dérouler plusieurs événements tragiques ou plus heureux. Le 14 juillet 1942, la Résistance y organise une manifestation. Au Grand hôtel de Paris (actuel hôtel Crowne Plaza, no 7), les époux Stanislas et Augustine Mongelard, qui ont intégré les réseaux « Alliance » et « Françoise », abritent aviateurs, résistants et Juifs, tous candidats à l'évasion vers l'Espagne. Mais, dénoncés, ils sont tous les deux arrêtés le 20 février 1943 par la Feldgendarmerie, emprisonnés à Furgole, puis déportés,. Le 27 mai 1944, Élie Dorbes, propriétaire de la pharmacie du Capitole (actuel no 18), est arrêté avec son épouse par la Milice venue les chercher dans sa boutique : la pharmacie était en effet un centre de renseignements pour la Résistance. Le 30 juin 1944, Paul-André Biedermann, propriétaire des cafés Biec (actuel no 21), est tué.
Après le débarquement de Normandie le 6 juin 1944, le débarquement de Provence, le 15 août, pousse les forces d'occupation allemandes à commencer l'évacuation de Toulouse et de sa région à partir du 18 août. Le lendemain, Serge Ravanel, chef des FFI de la région R4, a regroupé derrière lui l'Armée secrète, les Francs-tireurs partisans (FTP), l'Organisation de résistance de l'Armée (ORA), les Corps francs de la Libération (CFL) et les guérilleros espagnols. Il donne l'ordre aux mouvements de résistance de converger vers Toulouse : après deux jours de combat, la ville est libérée par 6 000 résistants. Le Comité local de Libération, dirigé par Raymond Badiou, s'installe au Capitole. Le 21 août, 30 000 personnes se rassemblent place du Capitole pour fêter la victoire, lors d'une cérémonie où s'expriment Serge Ravanel, Pierre Bertaux et Raymond Badiou.

Il faut cependant attendre plusieurs semaines avant la visite du général Charles de Gaulle, chef du gouvernement provisoire, les 16  et 17 septembre. Lors de son discours, il suscite l'enthousiasme des Toulousains : 

« Toulouse, Toulouse libre, Toulouse fière, fière parce qu'elle est libre, et fière parce qu'au milieu de toutes les larmes, de toutes les  angoisses, de toutes les espérances qu'elle a traversées, jamais Toulouse n'a cru que la France était perdue, jamais Toulouse n'a renoncé ni à la grandeur du pays, ni à sa victoire, ni à la liberté des hommes, ni à celles des Français et des Françaises. »

Mais le général de Gaulle entretient de mauvaises relations avec les autorités de la Résistance toulousaine, où l'influence des communistes serait, selon lui, une menace pour l'unité de la Résistance.
Quelques jours plus tôt, les guérilleros espagnols ayant largement contribué à la libération de Toulouse, ils fondent l'Union nationale espagnole (Unión Nacional Española en espagnol) dont le projet est la libération de l'Espagne, écrasée par la répression de la dictature franquiste qui suit la fin de la guerre d'Espagne. Ils installent leur état-major à l'hôtel des Arcades (actuel no 9), où ils préparent et organisent l'invasion du Val d'Aran : l'échec de l'opération signe la fin de l'organisation en juin 1945.

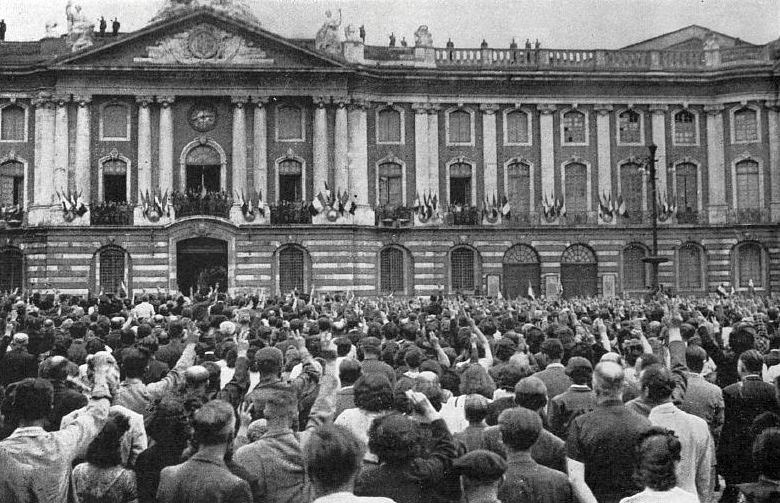
La place du Capitole le 21 août 1944, pour célébrer la Libération de la ville (Bulletin municipal, archives municipales).

#### Deuxième moitié duXXesiècle
Entre 1950 et 1951, des travaux de restauration sont engagés par la municipalité de Raymond Badiou afin de rendre aux façades du Capitole et des immeubles de la place leur couleur brique d'origine. En 1957, le dernier tramway a disparu.
Mais dans les années 1960, la place est largement occupée par un vaste parc de stationnement. La cohabitation entre les voitures, le marché, les autobus et les passants devient difficile. En 1967, la municipalité de Louis Bazerque décide la création un parking souterrain, creusé sous la place entre 1970 et 1972 par la société Spie Batignolles pour le compte de la Société des parkings et garages du Capitole. Lors de son inauguration, le 1er août 1972, c'est un des plus grands parkings de la ville, avec 900 places réparties sur 24 000 m2 et trois niveaux. Mais, lors des travaux, les vestiges de la Porterie et du rempart sont irrémédiablement détruits, les archéologues n'ayant eu que quelques jours pour prendre quelques relevés à la hâte. La destruction des vestiges, qualifiée de « vandalisme », provoque une forte émotion et le début d'une prise de conscience de la municipalité, qui conduit indirectement à la mise en place du secteur sauvegardé en 1986. À l'achèvement des travaux, le nouveau parvis est quant à lui terminé.

#### Depuis les années 1990
Entre 1993 et 1995, l'arrivée du métro à proximité de la place du Capitole est l'occasion d'engager de profonds travaux de réaménagement, dans un projet qui souhaite à la fois embellir la place et laisser plus de place aux piétons. Les voies de circulation sont réduites – celle du côté du Capitole est même supprimée –, les arrêts de bus sont supprimés et reportés rue d'Alsace-Lorraine, près de l'entrée de la station de métro Capitole. Les façades des immeubles qui bordent la place sont restaurées et la municipalité impose aux commerces l'utilisation d'une signalétique réduite et uniforme en laiton. La place est entièrement pavée et un nouveau mobilier urbain est conçu en granite rose de Madagascar. Au centre de la place est installée une croix de Toulouse dessinée par Raymond Moretti, ornée des douze signes du zodiaque. Deux ans plus tard, le même artiste réalise 29 tableaux, illustrant l'histoire de la ville depuis plus de deux millénaires, qui décorent les plafonds des arcades.
La place continue d'accueillir régulièrement de nombreuses manifestations. Elle reste avant tout lieu de marché de plein vent – prêt-à-porter, bijouteries fantaisie, tapis et objets africains, mais aussi bouquinistes et disquaires du lundi au samedi, et le marché bio – créé en 1980, le premier de France – les mardis et les samedis. Plusieurs marchés et foires s'y tiennent à intervalles réguliers, tel le marché de Noël depuis 1999. Elle accueille aussi des événements et des animations commerciales périodiques, tels la patinoire éphémère au mois de février depuis 2015,, des fan zones lors des Coupes du monde de football depuis 1998 et des Coupes du monde de rugby depuis 1995. En 1993 et en 1999, des vendanges sont même organisées par des vignerons afin d'assurer la promotion des vins du Sud-Ouest,. Enfin, la place est le cadre de manifestations plus ponctuelles, telle l'opération « J'aime Toulouse en rose » en novembre 2001, pour venir en aide aux personnes sinistrées par l'explosion d'AZF.
La place est enfin le cœur politique de la ville. Elle accueille des rassemblements après les élections. Surtout, elle est le point de rassemblement de nombreuses manifestations. En janvier 2015 se tient une manifestation de commémoration en hommage aux victimes de l'attentat contre Charlie Hebdo et, en août 2017, en hommage aux victimes de l'attentat de Barcelone. En mars 2019, après plusieurs semaines de manifestations des gilets jaunes et des dégradations sur la façade du Capitole, dans le restaurant McDonald's et l'hôtel Crowne Plaza, la place est interdite d'accès pour les semaines suivantes.
Au tournant du XXIe siècle, la place du Capitole connaît les effets de la gentrification du centre-ville, qui se caractérise par la disparition de plusieurs commerces emblématiques de la place, remplacés par des boutiques appartenant à des enseignes internationales. En 2007, Mon Caf', l'un des plus vieux cafés de la ville, ouvert avant 1895 comme le Café des Deux Mondes, est remplacé par une boutique de parfumerie Sephora (actuel no 23),. En 2011, la librairie des Arcades, ouverte en 1970 et spécialisée dans la vente de bandes dessinées, est fermée, au profit d'une franchise du glacier Amorino (actuel no 16). Quelques mois plus tard, c'est l'une des plus importantes librairies de la ville, Castéla, ouverte en 1917, qui est obligée de fermer à la suite des augmentations de loyers – elle est remplacée par des boutiques de café Nespresso et de prêt-à-porter Desigual (actuel no 20-21).

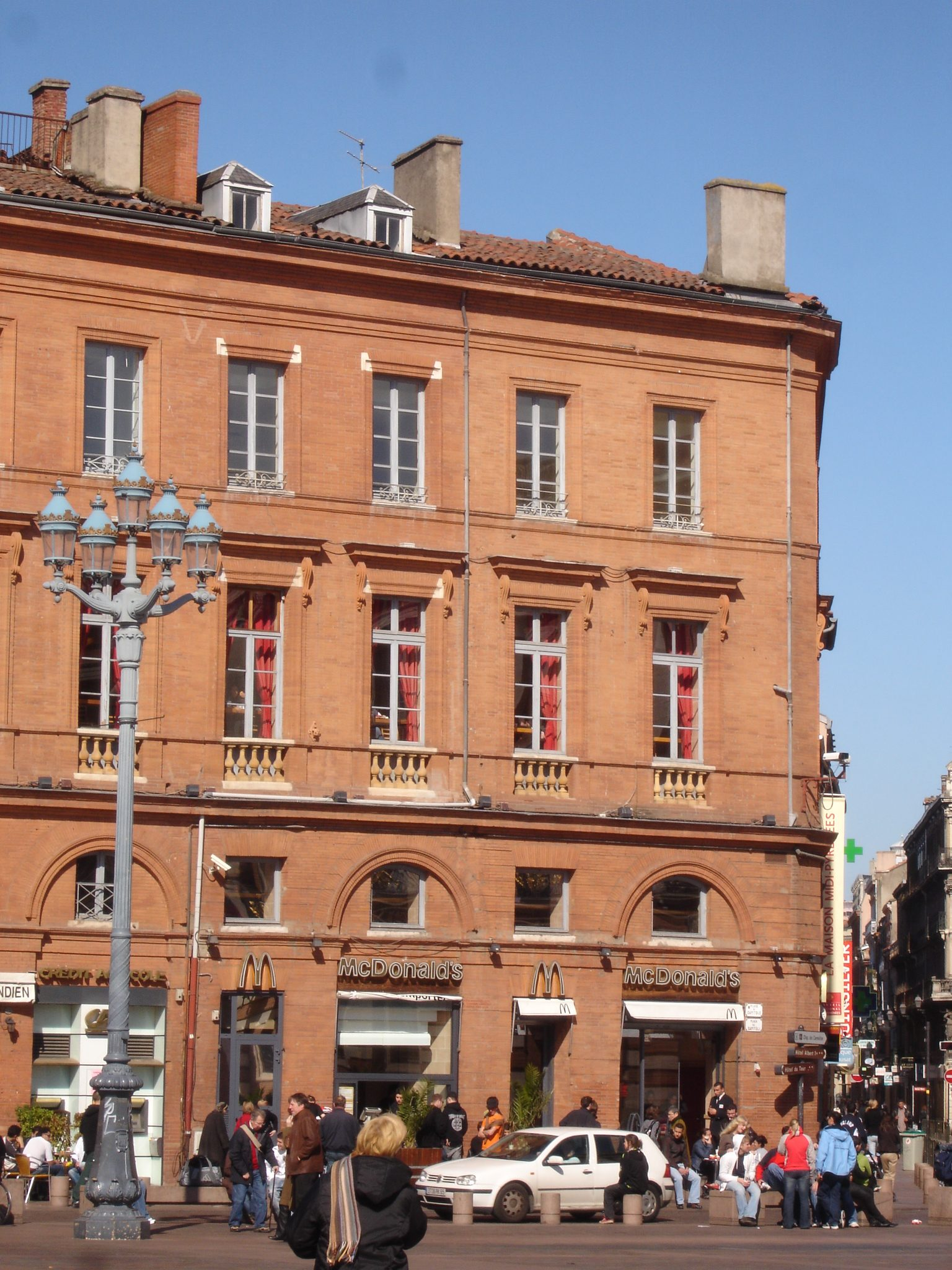
Exemple d'enseigne en laiton du McDonald's du Capitole.
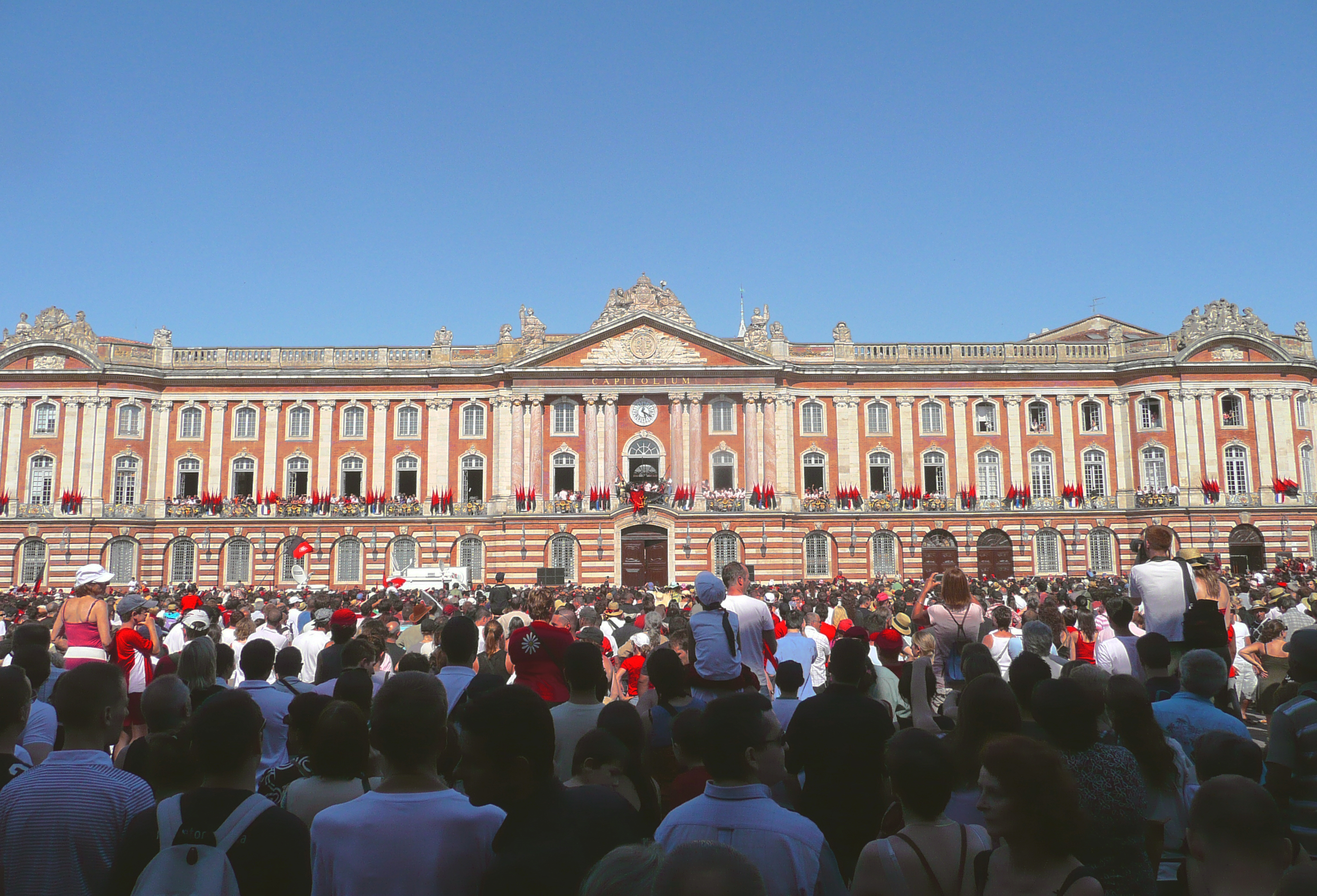
La présentation du bouclier de Brennus en 2008.
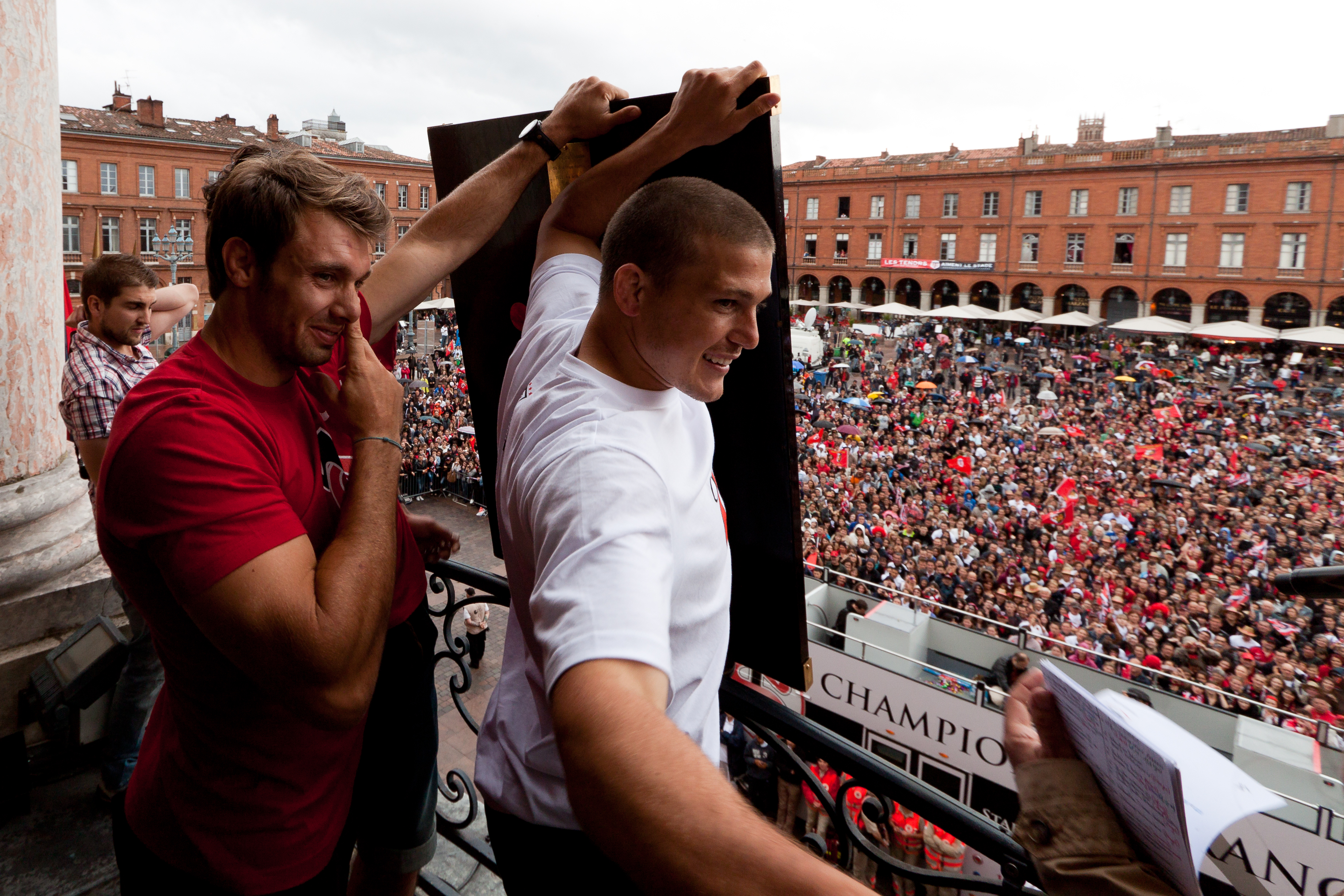
Vincent Clerc et Luke Burgess présentent le bouclier de Brennus aux supporters en 2012.
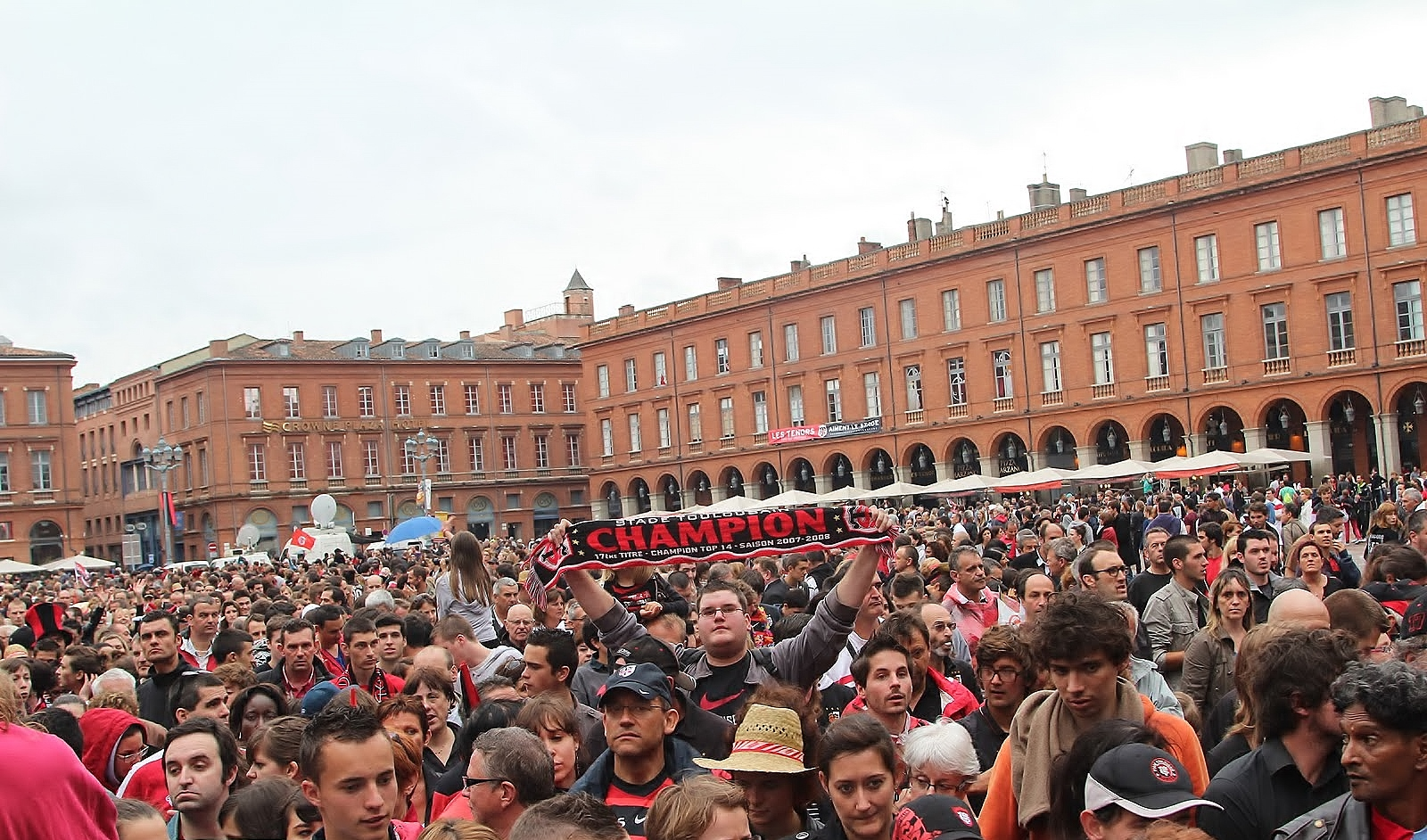
La foule se réunit place du Capitole pour les grandes célébrations festives.
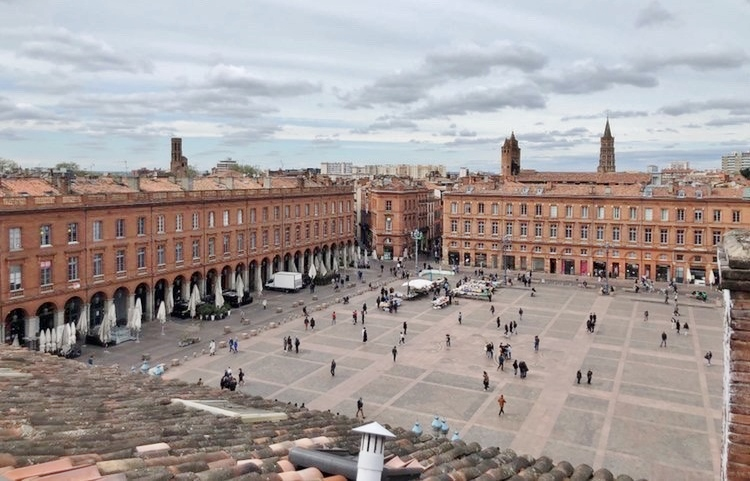
La place du Capitole vue des toits.
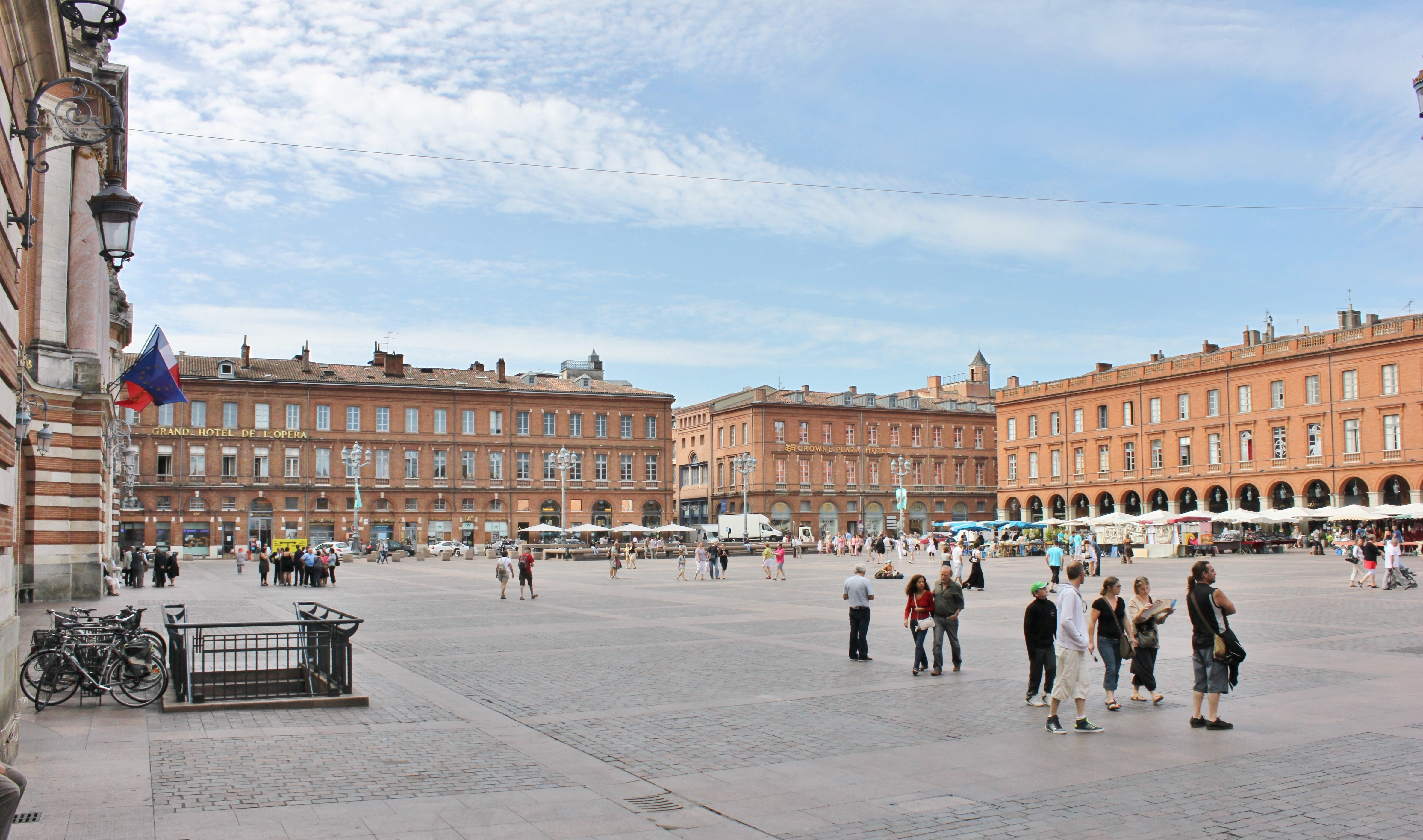

## Patrimoine et lieux d'intérêt

### Capitole
Classé MH (1840, façade) et  Classé MH (1995, salle des Illustres).
La « Maison commune », devenue le Capitole, est établie par les consuls de la ville en 1190. Elle est agrandi successivement par des achats entre la fin du XIIIe et le début du XIVe siècle. Les travaux d'aménagements se poursuivent aux siècles suivants, parmi lesquels on peut relever la tour des Archives entre 1525 et 1530 par les maîtres maçons Pierre de Naves et Laurent Clary (actuelle rue Ernest-Roschach), et la création de la cour Henri IV et de ses galeries sur les plans de l'architecte Pierre Souffron entre 1601-1607. Le projet d'édification d'une façade monumentale sur la place du Capitole émerge en même temps que celui d'aménagement de la place-même. Les capitouls confient la direction des travaux à l'architecte Guillaume Cammas. Le chantier, qui s'étale entre 1750 et 1760, fait appel aux plus grands artistes toulousains de l'époque, comme Bernard Ortet qui réalise les ferronneries des balcons ou le sculpteur Marc Arcis chargé de la décoration. Après la Révolution française, le Capitole continue à abriter les autorités municipales. Le théâtre du Capitole est aménagé dans l'aile sud en 1818 par l'architecte de la ville, Jacques-Pascal Virebent. Les travaux reprennent dans les années 1880 : le théâtre est reconstruit en 1880 par Dieulafoy, la nouvelle salle des Illustres est confiée aux architectes Paul Pujol et Pierre Esquié.
La façade principale, de style néo-classique, est animée par la polychromie de la brique et de la pierre. Au rez-de-chaussée l'alternance de bossages continus en brique et en pierre souligne les lignes horizontales de la façade. Les travées sont rythmées par de hautes arcades en plein cintre, percées de fenêtres et ornées de mascarons à la clé. Aux étages, la façade en brique est rythmée par les pilastres colossaux en pierre qui séparent les travées. Les fenêtres ont un cadre en pierre et une agrafe à motif de console. Celles du 1er étage ont de plus des garde-corps en fer forgé qui portent les blasons des capitouls. L'élévation est couronnée par une balustrade et des groupes sculptés en pierre.
Au centre, l'avant-corps, large de trois travées, est ouvert par une grande porte cochère dont l'agrafe porte les armoiries sculptées de la ville, surmontées d'une corniche curviligne. Aux étages, les huit colonnes symbolisent les huit capitoulats de la ville. D'ordre colossal, embrassant les deux étages, en marbre rose, elles ont des chapiteaux ioniques qui soutiennent un entablement gravé de l'inscription « CAPITOLIUM », surmonté d'un fronton rectangulaire où prennent place les armoiries de la République française.

### Immeubles bordant la place
- no  1 : emplacement du collège Saint-Martial ; Grand Hôtel de l'Opéra.
L'immeuble actuel est construit à l'emplacement du collège Saint-Martial, fondé en 1359 par le pape Innocent VI. Il abrite, pendant la Révolution française, de 1792 à 1798, l'un des premiers théâtres de la ville, le Théâtre de la Liberté et de l'Égalité. Les bâtiments sont détruits en 1818, lors des travaux d'aménagement de la place, conduits par l'architecte de la ville, Jacques-Pascal Virebent. Il présente sur la place une façade néo-classique, d'un style plus sobre et différente des immeubles voisins (actuels no 2 à 7). Les hautes arcades du rez-de-chaussée englobent l'entresol. À ce niveau, les fenêtres ont des garde-corps en fer forgé à motifs géométriques. Au 1er étage, les hautes fenêtres ont des balconnets en pierre moulurés, dotés de garde-corps en fer forgé[75]. Il abrite, depuis 1905, le Grand Hôtel de l'Opéra[42].

- no  5 : immeuble ; Café Bibent.  Inscrit MH (1975, salle du rez-de-chaussée avec son décor)[76]. 
L'immeuble, de style néo-classique, est construit après 1811, lors des travaux d'aménagement de la place menés par l'architecte de la ville, Jacques-Pascal Virebent. La façade sur la place s'élève sur quatre niveaux – rez-de-chaussée, entresol et deux étages –, séparés par des corniches moulurées. De grandes arcades, qui englobent le rez-de-chaussée et l'entresol, alternent avec des ouvertures rectangulaires plus étroites, surmontées d'une fenêtre carrée pour l'entresol. Au 1er étage, les fenêtres sont pourvues de faux garde-corps à balustres en terre cuite et sont surmontées d'une corniche soutenue de consoles en terre cuite. L'élévation est couronnée par un entablement. 
Le café Bibent, ouvert par Jean Bibent, occupe le rez-de-chaussée de l'immeuble au moins depuis 1843. Il conserve son décor de stucs peints de style Napoléon III, créé entre 1900 et 1910[77],[23].

- no  12 : immeuble ; Grand Café Le Florida. 
L'immeuble, de style néo-classique, est construit entre 1850 et 1856, lors de l'aménagement du côté ouest de la place. Le rez-de-chaussée est formé par des arcades en pierre qui ménagent une galerie couverte. Au 1er étage, les fenêtres sont pourvues de faux garde-corps à balustres en terre cuite et sont surmontées d'une corniche soutenue de consoles en terre cuite. L'élévation est surmontée d'un entablement et d'une balustrade en terre cuite. 
Depuis 1874, l'immeuble abrite un café, le café Durand, devenu le Florida après 1940. Il a conservé un décor Napoléon III, avec des miroirs peints au plomb par L. Bordieu et un escalier balancé en fonte. Une grande verrière couvre la salle principale[78],[38].

- no  20-22 : immeuble ; librairie-papèterie Castéla. 
L'immeuble est construit après 1823 à l'angle de la rue du Taur, lors de l'aménagement du côté nord de la place. La façade, de style néo-classique, respecte le programme établi par l'architecte de la ville, Jacques-Pascal Virebent. Elle s'élève sur quatre niveaux – rez-de-chaussée, entresol et deux étages –, séparés par des corniches moulurées. De grandes arcades, qui englobent le rez-de-chaussée et l'entresol, alternent avec des ouvertures rectangulaires plus étroites, surmontées d'une fenêtre carrée pour l'entresol. Au 1er étage, les fenêtres sont pourvues de faux garde-corps à balustres en terre cuite et sont surmontées d'une corniche soutenue de consoles en terre cuite. L'élévation est couronnée par un entablement[79]. Entre 1917 et 2012, l'immeuble a été occupé par la librairie-papèterie Castéla, fondée par Ida Castéla, reprise en 1966 par les époux Fantini-Bezagu, puis en 1981 par Georges Bon. Elle était devenue dans les années 1960 une des principales librairies de la ville[80].

### Galerie des arcades

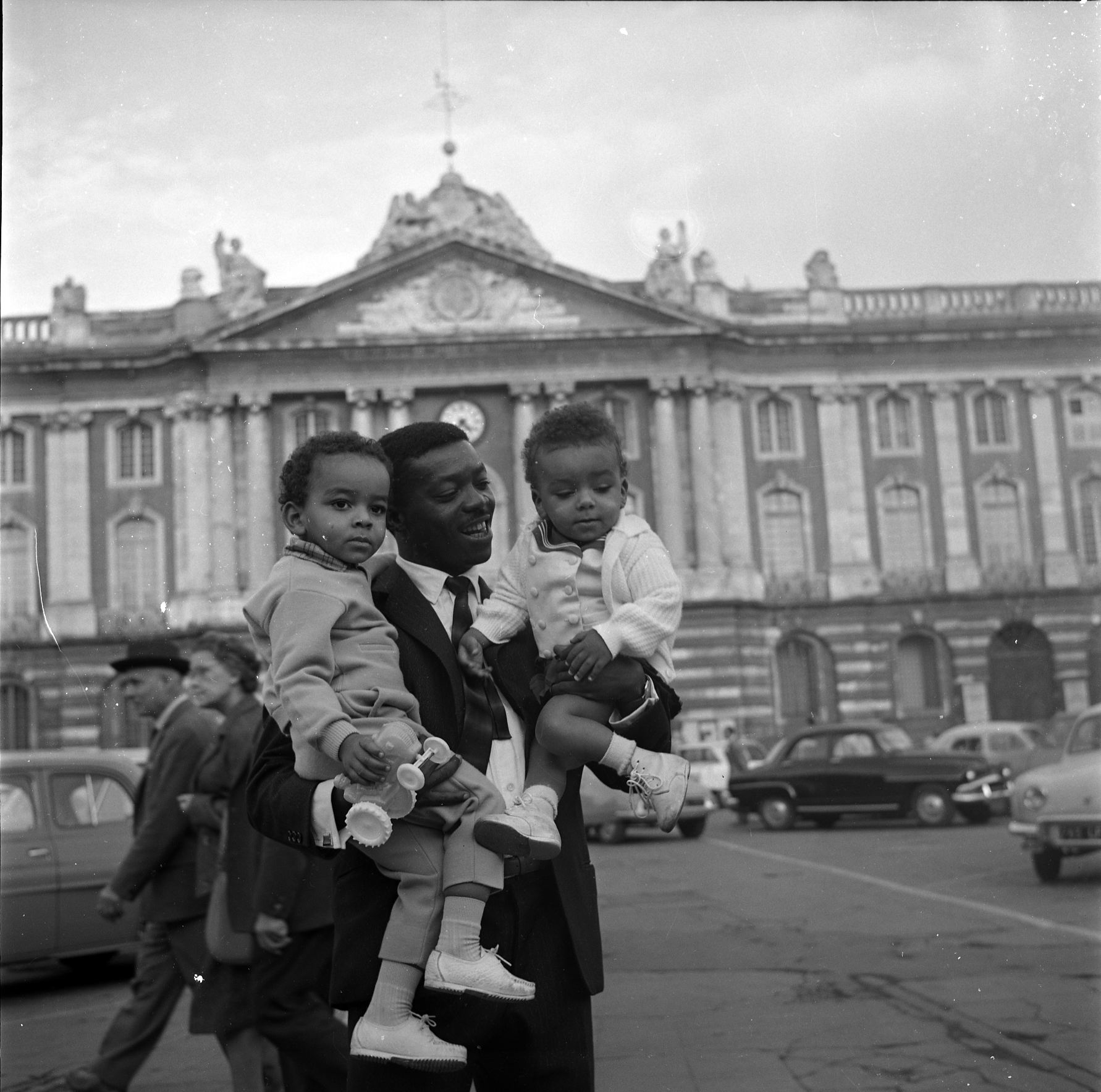
Samuel Edimo et ses deux enfants sur la place, en 1962.
(la place servant alors de parking).

Raymond Moretti réalise entre 1997 et 1998 les fresques qui ornent la galerie des arcades. Vingt-neuf tableaux colorés et vifs retracent chacun un évènement ou un aspect de l'histoire de Toulouse et de sa région, placés dans l'ordre chronologique.
1. La Vénus de Lespugue. 
Le tableau reproduit la Vénus de Lespugue, l'une des plus célèbres représentations féminines préhistoriques. La statuette en ivoire de mammouth, datant du Gravettien (Paléolithique supérieur), a été découverte le 9 août 1922 par René de Saint-Périer dans la grotte des Rideaux, une des grottes de Lespugue dans les gorges de la Save, sur la commune de Lespugue. Elle fait partie des collections du musée de l'Homme à Paris.
2. Saint Sernin
3. Les Wisigoths. 
Le tableau rappelle la présence des Wisigoths à Toulouse au Ve siècle, qui firent de la ville la capitale de leur royaume. Il représente deux fibules aquiliformes, chefs-d'œuvre de l'art wisigothique, telles que les fibules de Castelsagrat, conservées au musée de Cluny à Paris, ou celles d'Alovera, retrouvées à Tierra de Barros en Espagne, et conservées au Walters Art Museum de Baltimore. Sur le côté est représentée une des faces du Tombeau de Saint-Clair, un sarcophage paléochrétien, représentant la résurrection de Lazare, les noces de Cana et le sacrifice d'Abraham. Le sarcophage, en marbre de Saint-Béat et daté du IVe siècle, a été retrouvé dans le prieuré Saint-Orens à Auch. Il est conservé au musée Saint-Raymond.
4. Raymond IV et la croisade
5. Les Capitouls
6. La Croisade contre les cathares
7. Saint Dominique
8. La Mort de Simon de Montfort
9. Montségur
10. Clémence Isaure, la Belle Paule
11. Le Pastel
12. Le Duc de Montmorency
13. Pierre de Fermat
14. L'Architecture
15. Riquet et le canal du Midi
16. Jean Calas
17. La Brique
18. La Musique
19. Jean Jaurès
20. Carlos Gardel
21. Aéronautique et Espace
22. La Guerre d'Espagne
23. La Libération
24. Le Rugby
25. Claude Nougaro
26. La Technologie
27. La Garonne. Le Métro
28. Les Toulousains

### Croix de Toulouse
La Croix de Toulouse est réalisée en 1994 par l'artiste Raymond Moretti à la suite d'une commande passée lors du réaménagement de la place du Capitole, impulsé par le maire, Dominique Baudis. Elle se présente comme un grand bas-relief en bronze, d'une largeur de 18 mètres et d'un poids de 20 tonnes environ. Elle est constituée de plusieurs pièces de bronze, dont la finition, lisse ou au contraire plus brute, donne du relief à l'ensemble. Les douze signes du zodiaque prennent place dans les pommettes.

### Évènements exceptionnels
Les citoyens se rassemblent souvent en masse devant le balcon du Capitole lorsque des personnalités font leur apparition à l'occasion d'événements majeurs :
- 1808 : (27 juillet)[83] Napoléon apparaît au Balcon ;
- 1944: le Général de Gaulle au lendemain de la Libération ;
- 2003, 2005, 2008, 2010, 2011, 2012 et 2019 : l'équipe de rugby de Toulouse, le Stade toulousain (champions de France et d'Europe).